# Niecka szczecińska
Niecka szczecińska, synklinorium szczecińsko-gorzowskie – jednostka geologiczna w północno-zachodniej Polsce, wypełniona osadami górnej kredy, fragment synklinorium szczecińsko-łódzko-miechowskiego.

## Położenie geograficzne
Niecka szczecińska rozciąga się z północnego zachodu na południowy wschód, na planie trójkąta od Świnoujścia poprzez Poznań do Cybinki.
Geograficznie niecka szczecińska stanowi podłoże północno-zachodniej części Niżu Polskiego.

## Położenie geologiczne
Od południowego zachodu graniczy z monokliną przedsudecką, a od północnego wschodu z antyklinorium środkowopolskim. Od wschodu od niecki mogileńsko-łódzkiej oddziela je elewacja Obornik.

## Budowa geologiczna
Niecka szczecińska ma budowę asymetryczną − skrzydło północne jest strome, a południowe łagodne. Możne w niej wyróżnić dwie części: właściwą nieckę szczecińską w części północnej i blok Gorzowa w części południowej. Obie części oddziela uskok Pyrzyce-Krzyż. W części północnej osady kredy górnej osiągają miąższość do 2000 m, natomiast na bloku Gorzowa ok. 400-600 m, spadając do 0 przy południowej granicy niecki.
Najstarsze osady niecki zostały poznane tylko fragmentarycznie w nielicznych otworach wiertniczych. Są to osady permu (cechsztynu), triasu, jura i górnej kredy.
Podłoże podpermskie, co wiemy na podstawie badań geofizycznych, zalega dużo głębiej w części północnej niż południowej. Na bloku Gorzowa występują osady cechsztynu w facji salinarnej o miąższości ponad 1000 m. Na nim zalega pełny profil triasu: pstry piaskowiec o miąższości ok. 700 m, wapień muszlowy o miąższości ok. 200 m i kajper o miąższości ok. 500 m, a wyżej jury: dolnej o miąższości 400-500 m, środkowej o miąższości ok. 300 m i górnej o miąższości ok. 400 m. Na większości obszaru kredy dolnej brak. Występuje jedynie w północno-wschodniej części niecki. W pozostałej części osady morskie górnej kredy reprezentowane są od albu do mastrychtu. Są to: wapienie, wapienie margliste, margle piaszczyste, opoki, iłowce, mułowce, piaskowce, lokalnie fosforyty. Miąższości i wykształcenie osadów różnią się w poszczególnych otworach.
W północnej części niecki jest silnie rozwinięta tektonika solna − są tu wysady solne w kształcie grzebieni lub słupów. Przebijają one utwory triasu, jury, a lokalnie dolnej kredy. Podnoszące się stopniowo brachyantykliny i poduszki solne wpływały na przebieg sedymentacji. Na obszarze bloku Gorzowa tektonika solna się słabo zaznacza − występują tu jedynie niezbyt grube spiętrzenia solne.

## Powstanie
Niecka szczecińska rozpoczęła swój rozwój w cechsztynie, a być może już w permie dolnym. Ostatecznie została uformowana w czasie fazy laramijskiej orogenezy alpejskiej.

## Nadkład
Nadkład niecki tworzą osady paleogenu, neogenu i czwartorzędu.